# Voo Birgenair 301
O Voo Birgenair 301 foi um voo fretado da empresa aérea turca Birgenair em parceria com a Alas Nacionales, de Puerto Plata na República Dominicana para Frankfurt na Alemanha, via Gander, Canadá e Berlim, Alemanha. Em 6 de fevereiro de 1996, um Boeing 757-200 operando a rota caiu logo após a decolagem do Aeroporto Internacional General Gregorio Luperón de Puerto Plata. Todas as 189 pessoas a bordo morreram. A causa foi o erro do piloto após receber informações incorretas de velocidade do ar de um dos tubos de pitot, que os investigadores acreditam ter sido bloqueado por um ninho de vespas construído dentro dele. A aeronave ficou parada por vinte dias e sem tampas de tubo de pitot, que foram instaladas nos dois dias anteriores ao acidente.
O Voo 301 detém o título do acidente aéreo mais mortal envolvendo um Boeing 757 ao lado do Voo American Airlines 77, cada qual com 189 fatalidades no total. Além disso, o Voo 301 é o maior acidente aéreo que já ocorreu na República Dominicana.

## Aeronave e tripulação
A aeronave era um Boeing 757-225 de onze anos, originalmente entregue à Eastern Air Lines em fevereiro de 1985 e registrado como N516EA. Ele era equipado com dois motores Rolls-Royce RB211-535E4. Após a falência da Eastern Air Lines e subsequente liquidação em 1991, a aeronave foi armazenada no Porto Espacial e Aéreo de Mojave por mais de um ano. Foi comprado pela Aeronautics Leasing em abril de 1992, e depois alugado para a companhia aérea canadense Nationair em maio de 1992, e permaneceu com a companhia aérea até seu fechamento no ano seguinte. Foi novamente alugado pelo mesmo locador em julho de 1993 para a Birgenair e em seguida, subarrendado para a International Caribbean Airways em dezembro de 1994, e a Birgenair operou o avião até sua queda.
A tripulação era composta por onze turcos e dois dominicanos. O capitão era Ahmet Erdem de 61 anos, com 24 750 horas de voo, incluindo 1 875 horas no Boeing 757 sob seu comando. O primeiro oficial era Aykut Gergin, de 34 anos. Ele tinha 3 500 horas de experiência de voo, embora apenas 71 horas no Boeing 757. O piloto substituto era Muhlis Evrenesoğlu de 51 anos. Ele tinha 15 000 horas de voo com 121 delas no Boeing 757 em seu histórico.

## Passageiros
Os passageiros consistiam principalmente de alemães, juntamente com nove poloneses, incluindo dois membros do Parlamento, Zbigniew Gorzelańczyk da Aliança da Esquerda Democrática, e Marek Wielgus do Bloco Não-Partidarista de Apoio às Reformas. A maioria dos passageiros reservou pacotes de viagem no Caribe com a Öger Tours. A Birgenair detinha 10% da Öger Tours.
| Nacionalidade        | Passageiros | Tripulantes | Total |
| -------------------- | ----------- | ----------- | ----- |
| Alemanha             | 167         | -           | 167   |
| Polónia              | 9           | -           | 9     |
| Turquia              | -           | 11          | 11    |
| República Dominicana | -           | 2           | 2     |
| Total                | 176         | 13          | 189   |

## Acidente
Durante a decolagem às 23h42 AST (3h42 UTC), o capitão percebeu que seu indicador de velocidade não estava funcionando corretamente, mas optou por não abortar a decolagem. O velocímetro do primeiro oficial estava funcionando, embora os alarmes de aviso subsequentes também fizessem a tripulação questionar sua veracidade.
Enquanto o avião subia a 4 700 ft (1 400 m), o velocímetro do capitão marcava 350 kn (650 km/h). O piloto automático, que estava usando suas informações de velocidade do mesmo equipamento que fornecia leituras incorretas para o velocímetro do capitão, aumentou a atitude do ângulo de ataque e reduziu a potência para diminuir a velocidade do avião. O velocímetro do primeiro oficial estava indicando uma leitura correta de 200 kn (370 km/h) e diminuindo, mas a aeronave começou a emitir avisos de alerta visuais e sonoros contraditórios de que estava voando muito rápido, incluindo rudder ratio, velocidade do ar em Mach e excesso de velocidade.
O piloto automático ultrapassou os limites de sua programação e desligou. Depois de verificar os disjuntores para a fonte dos avisos, a tripulação reduziu o empuxo para diminuir a velocidade do avião. Esta ação acionou imediatamente o alerta de estol do stick-shaker do 757, avisando aos confusos pilotos que a aeronave estava voando perigosamente devagar, segundos depois que os indicadores os avisaram de que a velocidade estava muito alta. O capitão tentou se recuperar do estol aumentando o empuxo do avião para o máximo, mas como a aeronave ainda estava com o nariz para cima, os motores foram impedidos de receber o fluxo de ar adequado necessário para corresponder ao aumento do empuxo. O motor esquerdo desligou, fazendo com que o motor direito, que ainda estava com potência total, fizesse a aeronave girar. Momentos depois, o avião começou a cair, em posição invertida. Às 23h47 AST, o sistema de alerta de proximidade ao solo (GPWS) emitiu um aviso sonoro e oito segundos depois o avião caiu no Oceano Atlântico. Todos os 176 passageiros e 13 tripulantes morreram com o impacto.

## Investigação e relatório final
A Direção Geral de Aviação Civil do governo da República Dominicana (em espanhol: Dirección General de Aeronáutica Civil) (DGAC) investigou o acidente e determinou que a causa provável foi:
A falha da tripulação em reconhecer a ativação do stick-shaker como um aviso de iminente entrada em estol, e a falha da tripulação em executar os procedimentos de recuperação do início da perda de controle.
Investigações posteriores mostraram que o avião estava a uma velocidade real de 220 kn (410 km/h) no momento do acidente. A investigação concluiu que um dos três tubos de pitot, usados para medir a velocidade do ar, estava bloqueado.
Nenhum dos tubos de pitot jamais foi recuperado, portanto os investigadores não foram capazes de determinar com certeza o que causou o bloqueio. Os investigadores acreditam que o culpado mais provável foi o Sceliphron caementarium, um tipo de vespa Sphecidae solitária bem conhecida pelos pilotos dominicanos, que tende a construir seu ninho em estruturas cilíndricas artificiais ou fazer seu próprio ninho cilíndrico de lama. De acordo com o relatório final, na seção 2.3 - "Fatores de manutenção da aeronave", a aeronave não voava havia vinte dias, entretanto, esta não foi a duração para a qual os h permaneceram descobertos, mas evidentemente foi tempo suficiente para permitir às vespas a oportunidade de construir ninhos nos tubos. Segundo Cetin Birgen, presidente e CEO da Birgenair, as tampas do pitot foram retiradas dois dias antes do acidente para a realização de um teste de motor.

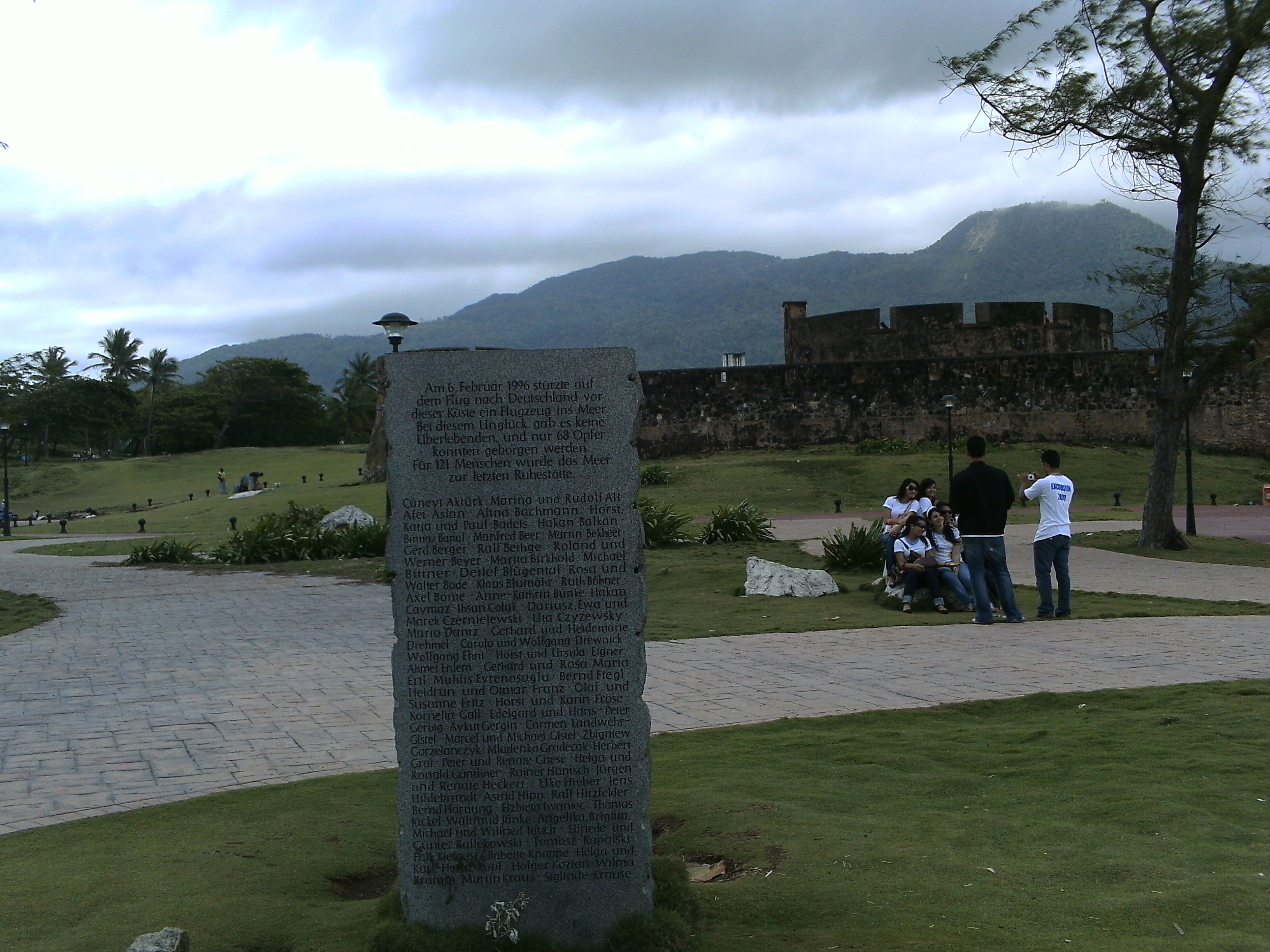
Memorial das vítimas do Voo Birgenair 301 em Puerto Plata

A investigação observou uma série de outros fatores e sugeriu mudanças. Eles reconfirmaram que os pilotos deveriam ter seguido os procedimentos existentes e abortado a decolagem quando descobriram que seus indicadores de velocidade já estavam em desacordo significativo quando o avião acelerou na pista. Os resultados de uma série de simulações com pilotos experientes descobriram que a combinação da buzina de alerta de excesso de velocidade e do stick-shaker de estol durante o voo era um conjunto de mensagens contraditórias e confusas demais para muitos pilotos. A FAA emitiu uma diretiva de que o treinamento do piloto passaria a incluir um cenário de tubo de pitot bloqueado. A pesquisa da FAA também revelou que a situação também levou a vários outros sons de alerta contraditórios e luzes de alerta que aumentaram as demandas do piloto para controlar o avião. A FAA pediu à Boeing para mudar alguns desses avisos, bem como adicionar um novo aviso informando a ambos os pilotos que seus instrumentos têm indicações contraditórias, adicionar a capacidade dos pilotos de silenciar alarmes problemáticos e modificar o sistema para que possam escolher qual tubo de pitot o piloto automático deve usar para as leituras de velocidade no ar.

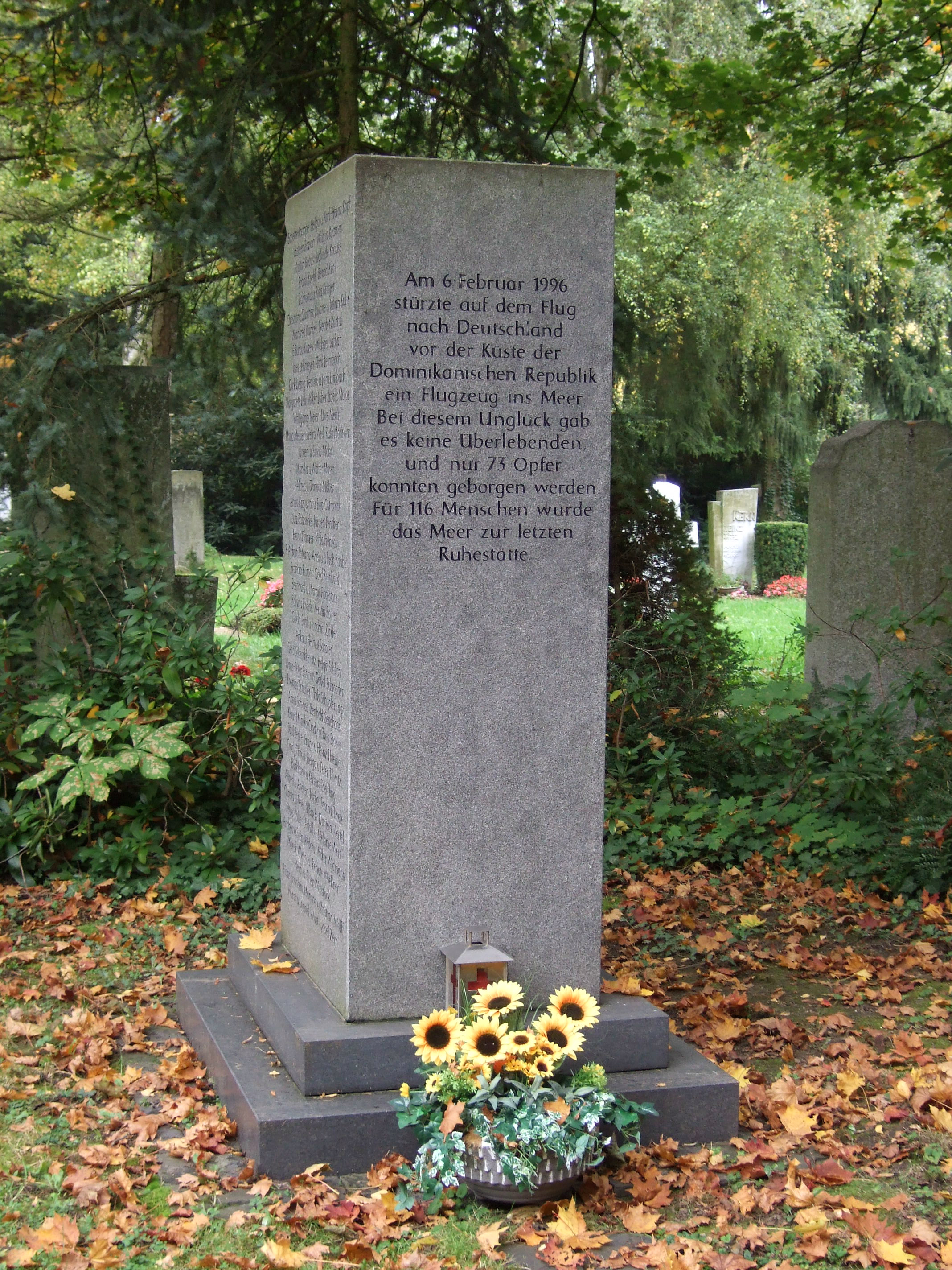
Memorial das vítimas do Voo Birgenair 301 no principal cemitério de Frankfurt

## Consequências
Pouco depois da queda do Voo 301, a imagem geral e os lucros da companhia aérea foram seriamente prejudicados, e alguns de seus aviões pararam ao mesmo tempo. A Birgenair faliu em outubro do mesmo ano, pois havia preocupações com a segurança após o acidente, causando uma queda no número de passageiros. A quebra e a publicidade negativa que se seguiu contribuíram para a falência da Birgenair.

## Na cultura popular
- Os eventos do Voo 301 foram apresentados em "Mixed Signals", um episódio da 5ª temporada em 2007 da série de TV canadense Mayday Desastres Aéreos.[10] A reconstituição foi veiculada com o título "The Plane That Wouldn't Talk" no Reino Unido, Austrália e Ásia. No Brasil, o episódio é intitulado "Alerta Ignorado".[17]
- A série de televisão britânica Survival in the Sky apresentou o acidente em seu primeiro episódio, intitulado "Blaming the Pilot" (Culpando o Piloto) em 1996.